# Křepice (Břeclav)
Křepice (in tedesco Krepitz) è un comune della Repubblica Ceca facente parte del distretto di Břeclav, in Moravia Meridionale.